# 奧多阿爾多一世·法爾內塞
奧多阿爾多一世·法爾內塞（義大利語：Odoardo I Farnese，1612年4月28日—1646年9月11日），帕爾馬公爵，1622年至1646年在位。

## 家庭
1628年，奧多阿爾多與瑪格麗塔·德·麥地奇結婚，兩人共有4子1女：
1. 拉努喬（1630年—1694年）
2. 亞歷桑德羅（英语：Alexander Farnese, Prince of Parma）（1635年—1689年）
3. 奧拉喬（1636年—1656年）
4. 卡特琳娜（義大利語：Caterina Farnese）（1637年—1684年）
5. 皮特羅（義大利語：Pietro Farnese）（1639年—1677年）